# In Concert (Art Farmer e Slide Hampton)
In Concert è un album dal vivo di Art Farmer e Slide Hampton, pubblicato dalla Enja Records nel 1986. Il disco fu registrato il 15 agosto 1984 al 2nd International Jazz Workshop di Tübingen (Germania).

## Tracce
Lato A
1. Half Nelson – 13:01 (Miles Davis)
2. Darn That Dream – 8:18 (Jimmy Van Heusen)

Lato B
1. Barbados – 10:59 (Charlie Parker)
2. I'll Remember April – 13:50 (Don Raye, Patricia Johnston, Gene De Paul)

## Musicisti
- Art Farmer - flicorno
- Slide Hampton - trombone
- Jim McNeely - pianoforte
- Ron McClure - contrabbasso
- Adam Nussbaum - batteria